# Liste des plus hauts gratte-ciel de Singapour
Cet article concerne une liste des plus hauts gratte-ciel de Singapour. Depuis la construction du Shaw Centre en 1958, environ 560 gratte-ciel (immeuble de 100 mètres de hauteur et plus) ont été construits à Singapour.
Il s’y construit en moyenne chaque année depuis 2009 une trentaine de nouveaux gratte-ciel.
En mai 2016 la liste des immeubles d'au minimum 130 mètres de hauteur est la suivante;

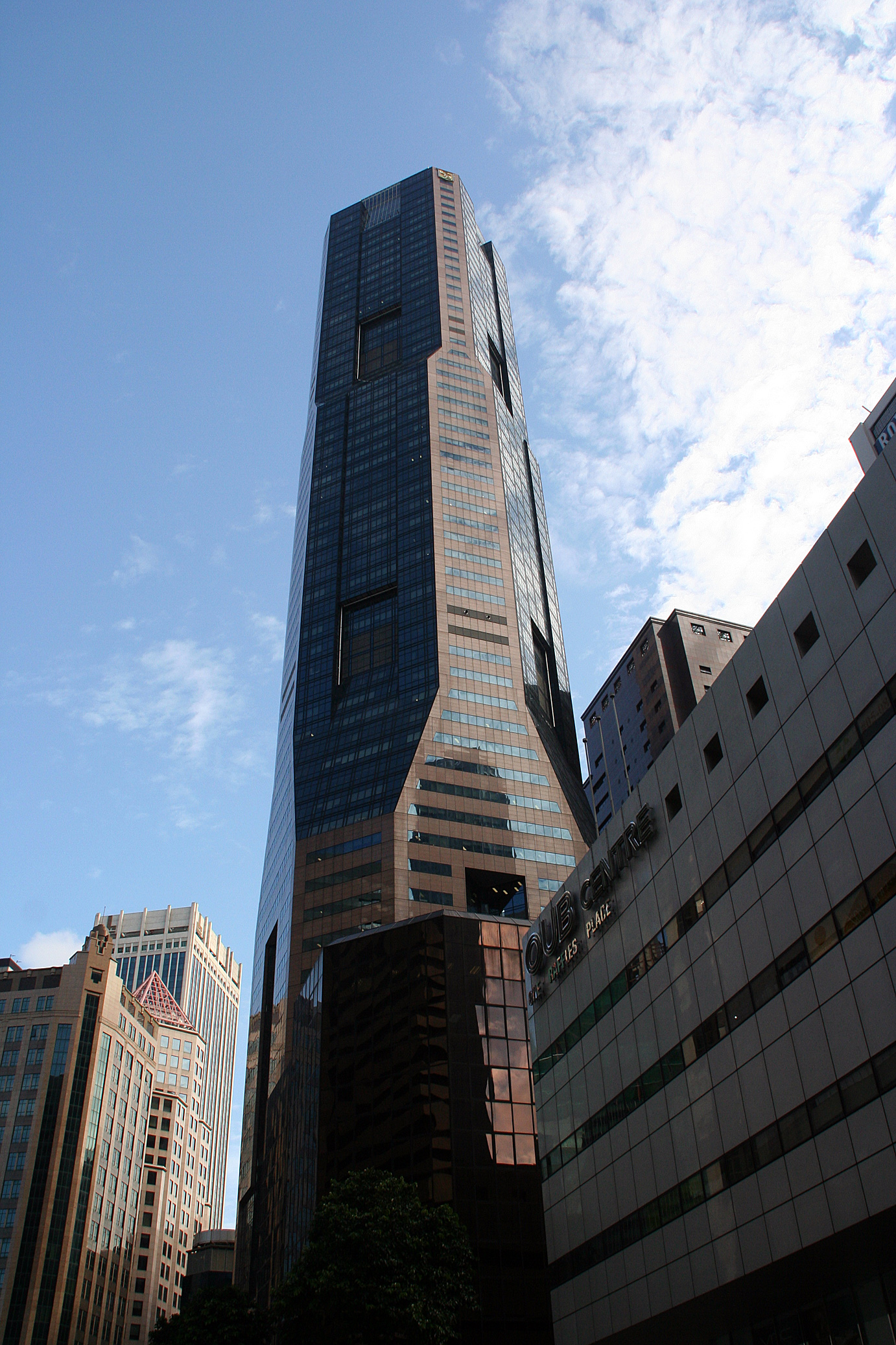
Republic Plaza

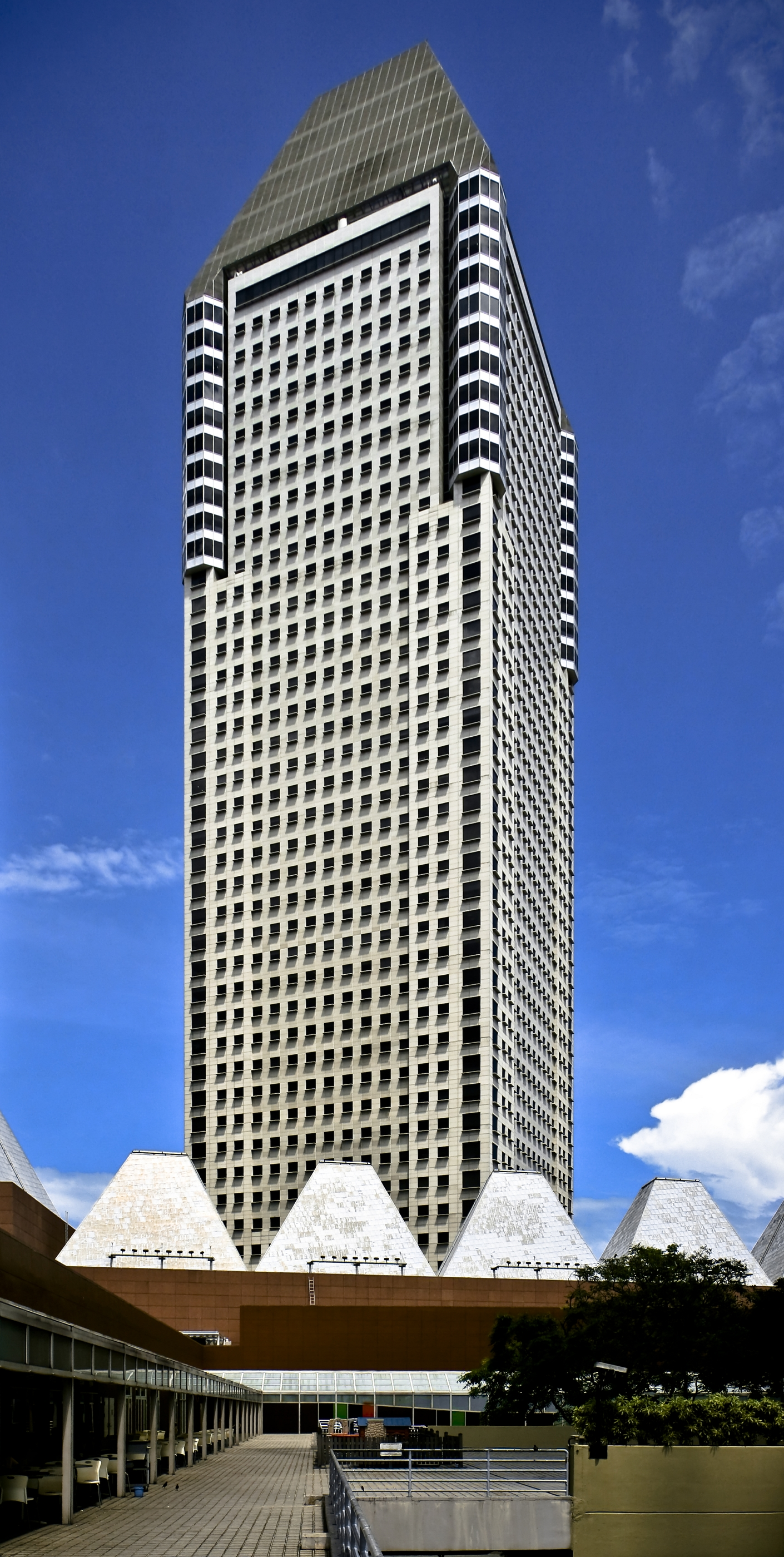
Millenia Tower

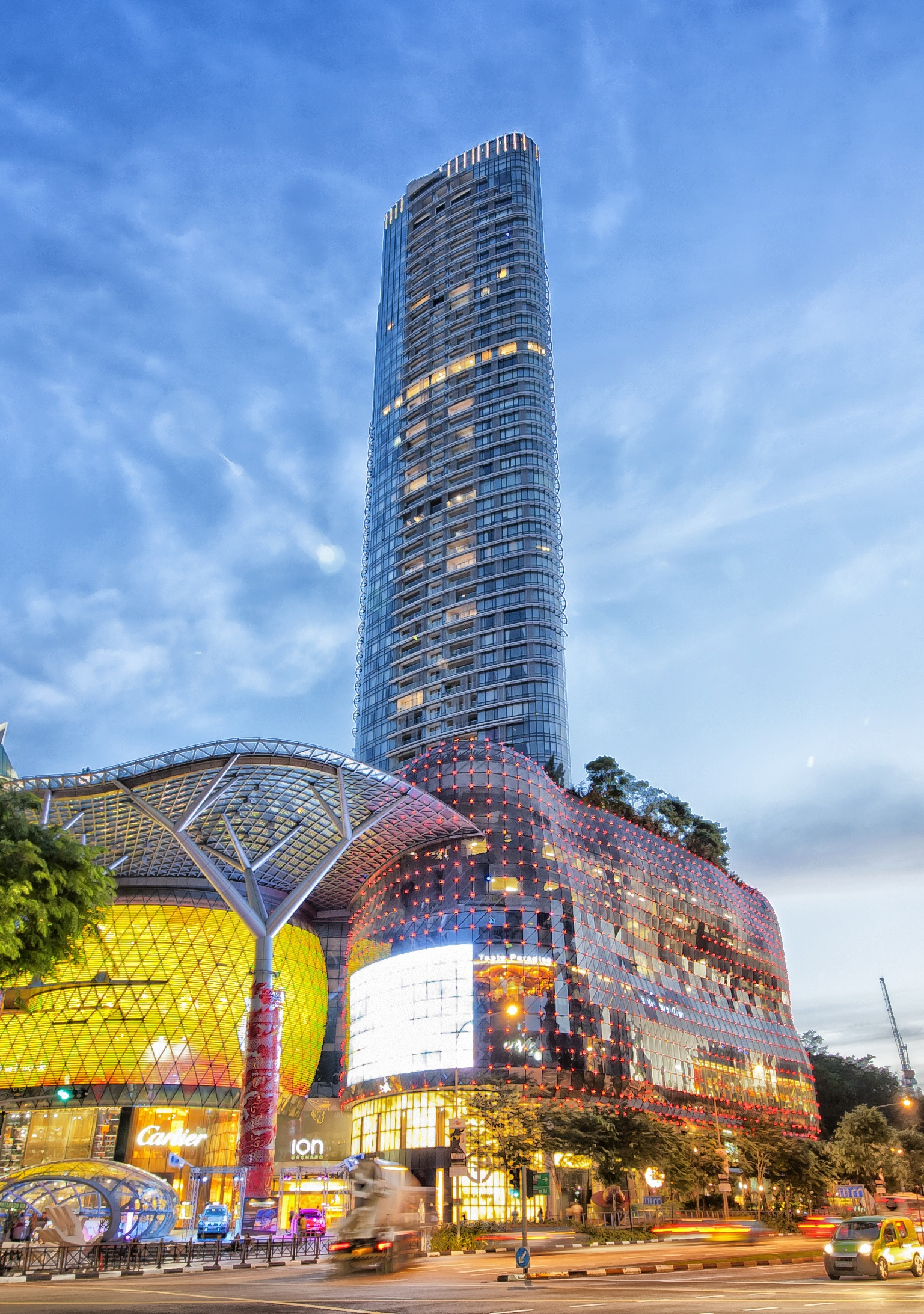
The Orchard Residences

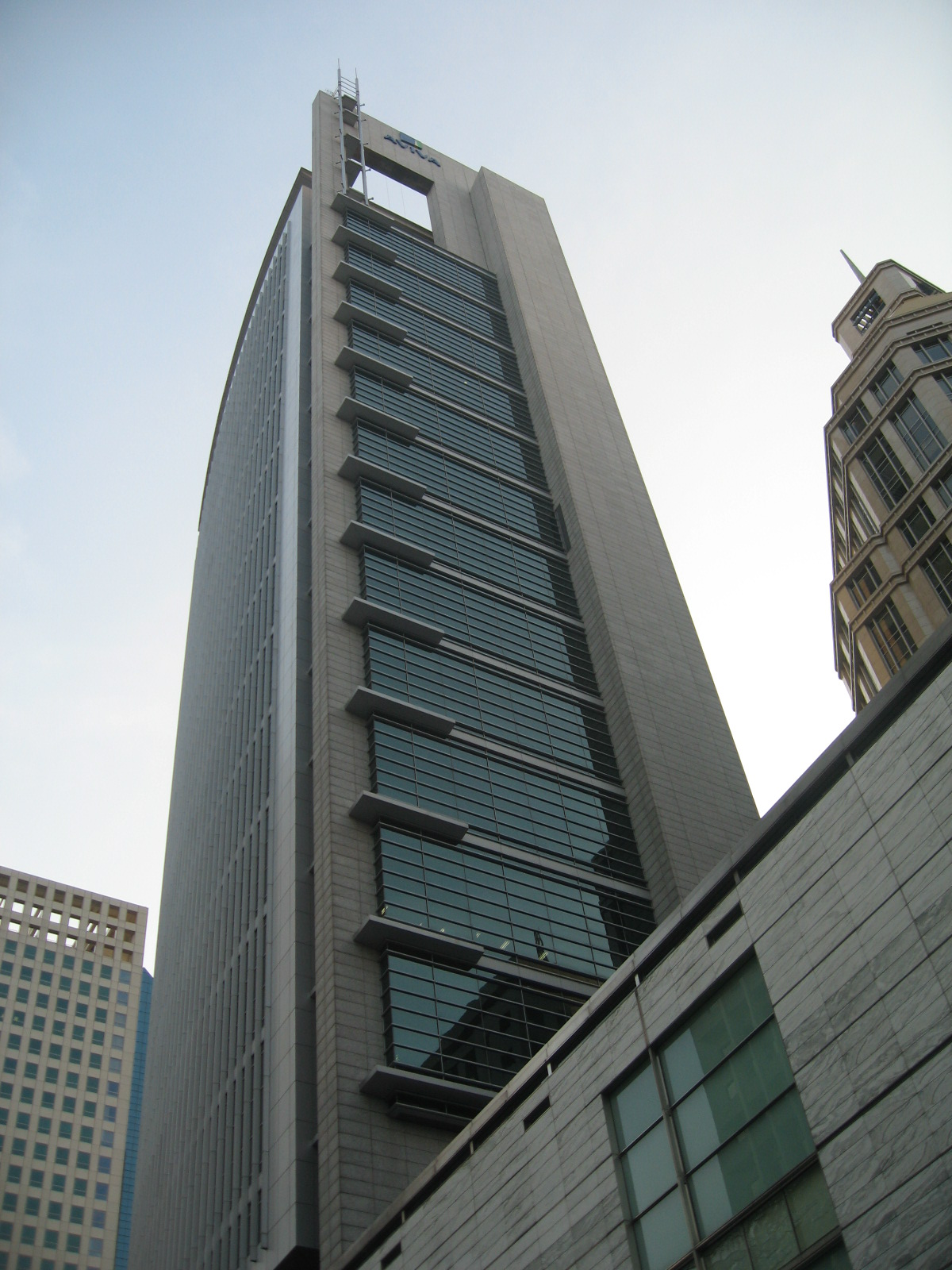
SGX Centre

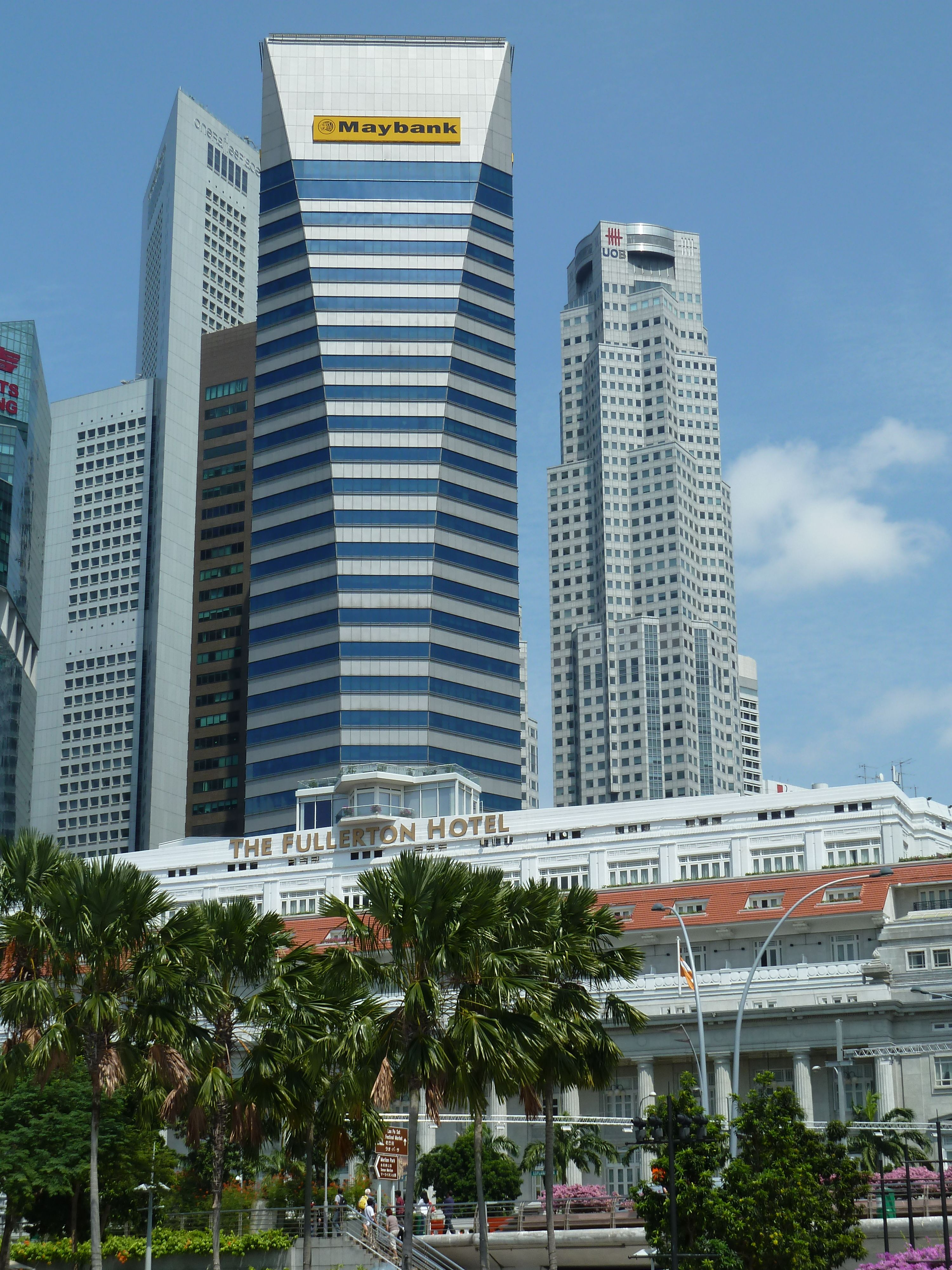
Maybank Tower (Singapour)

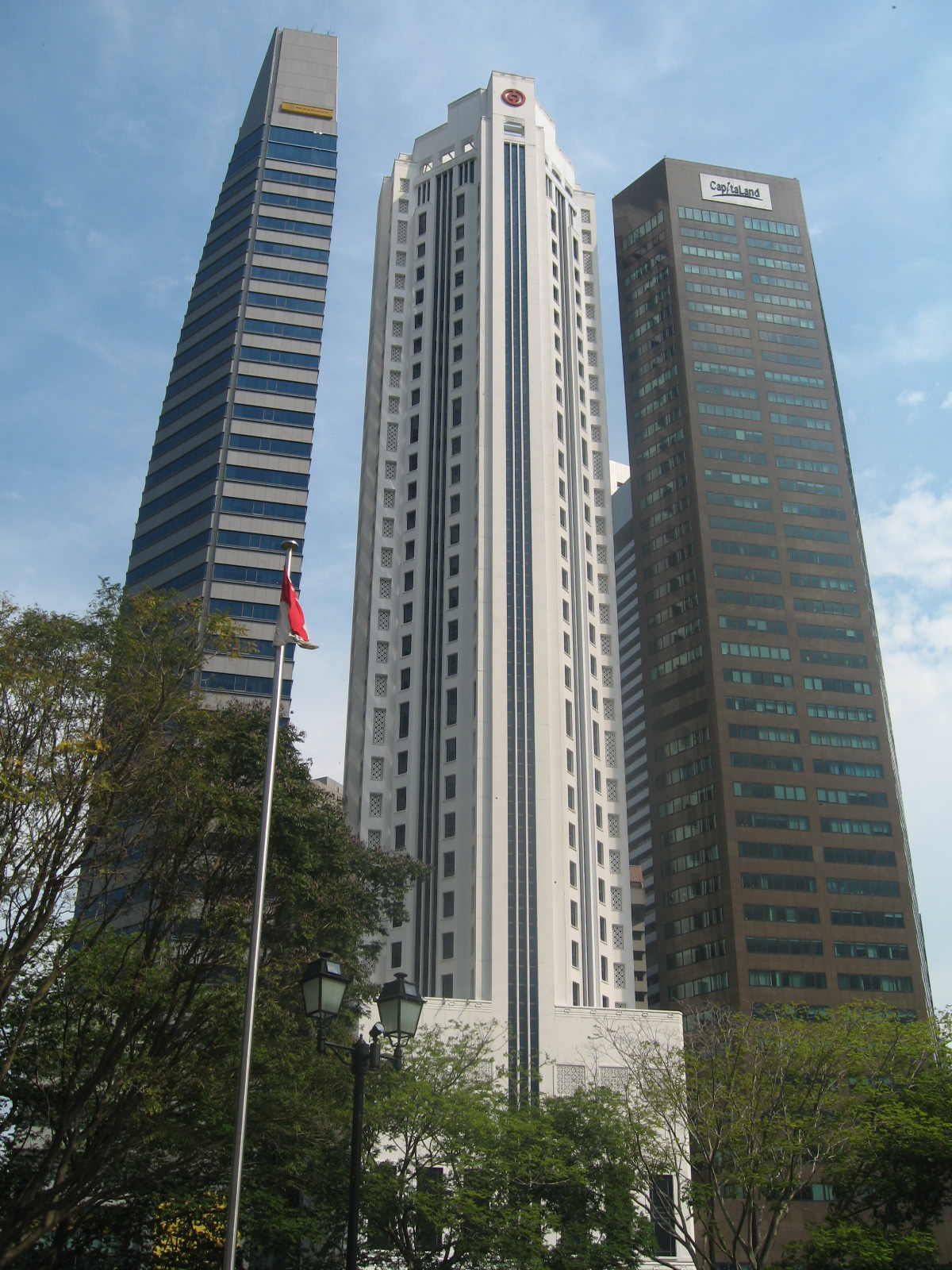
Bank of China Building

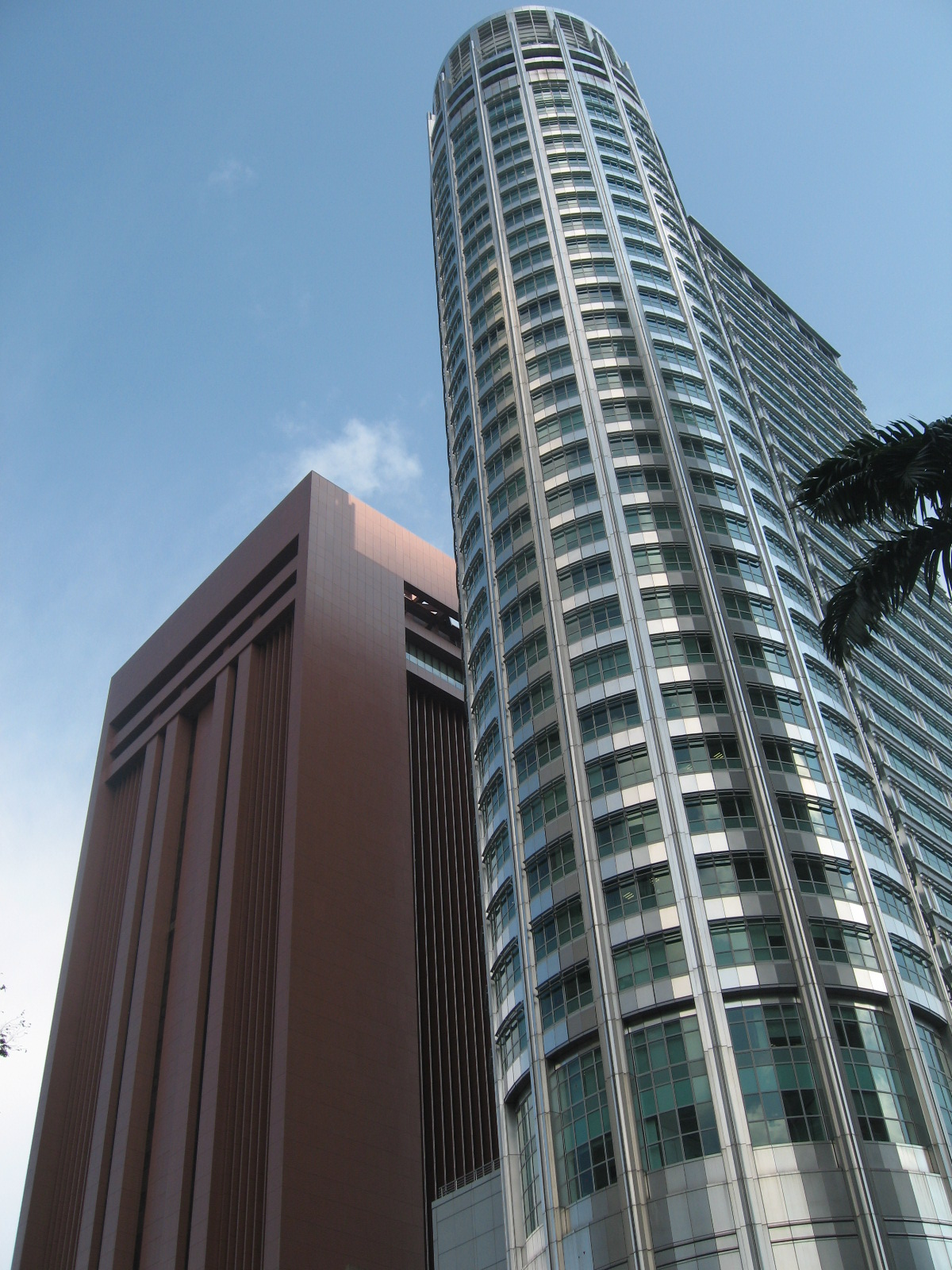
Springleaf Tower

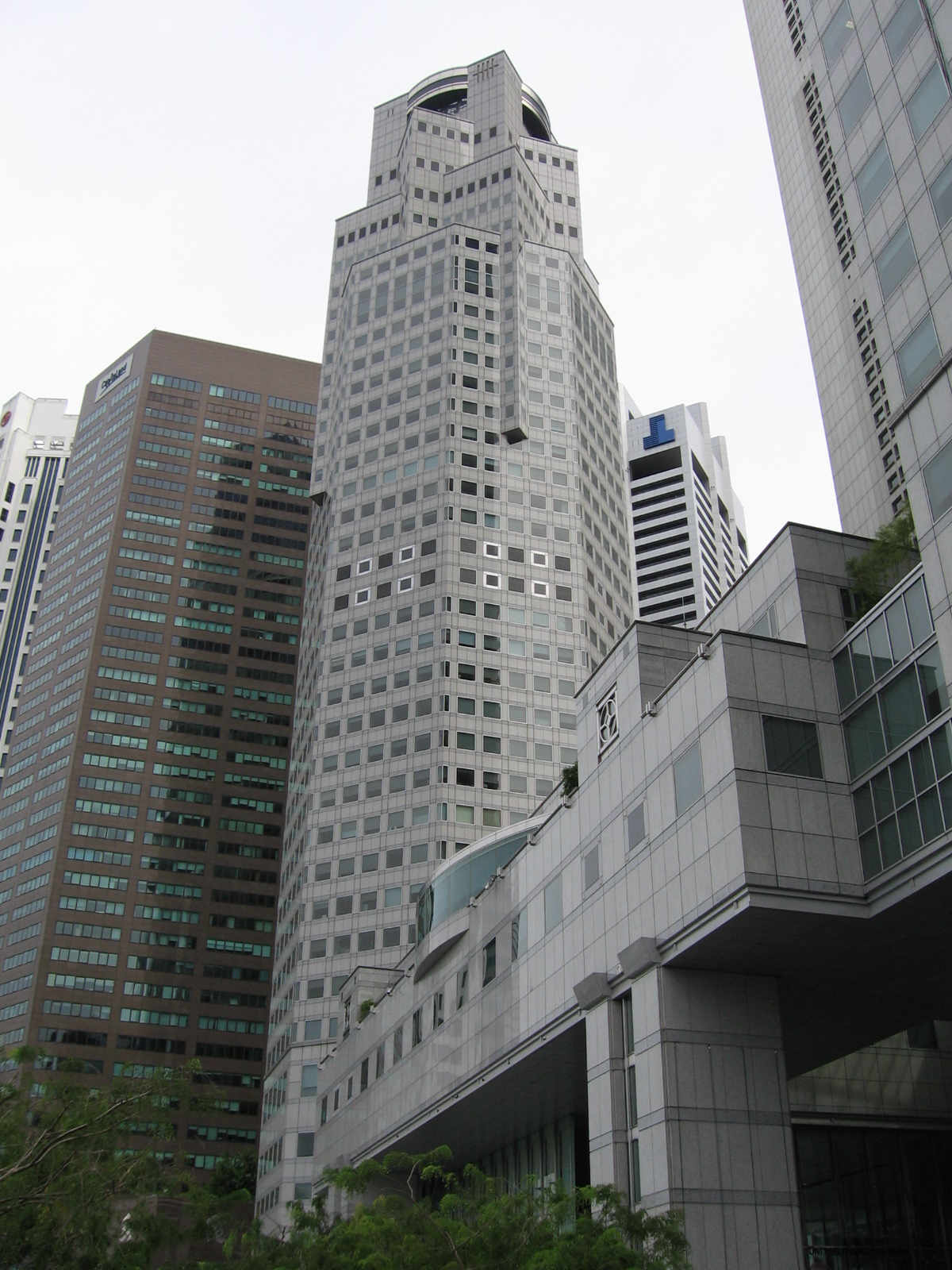
UOB Plaza Two

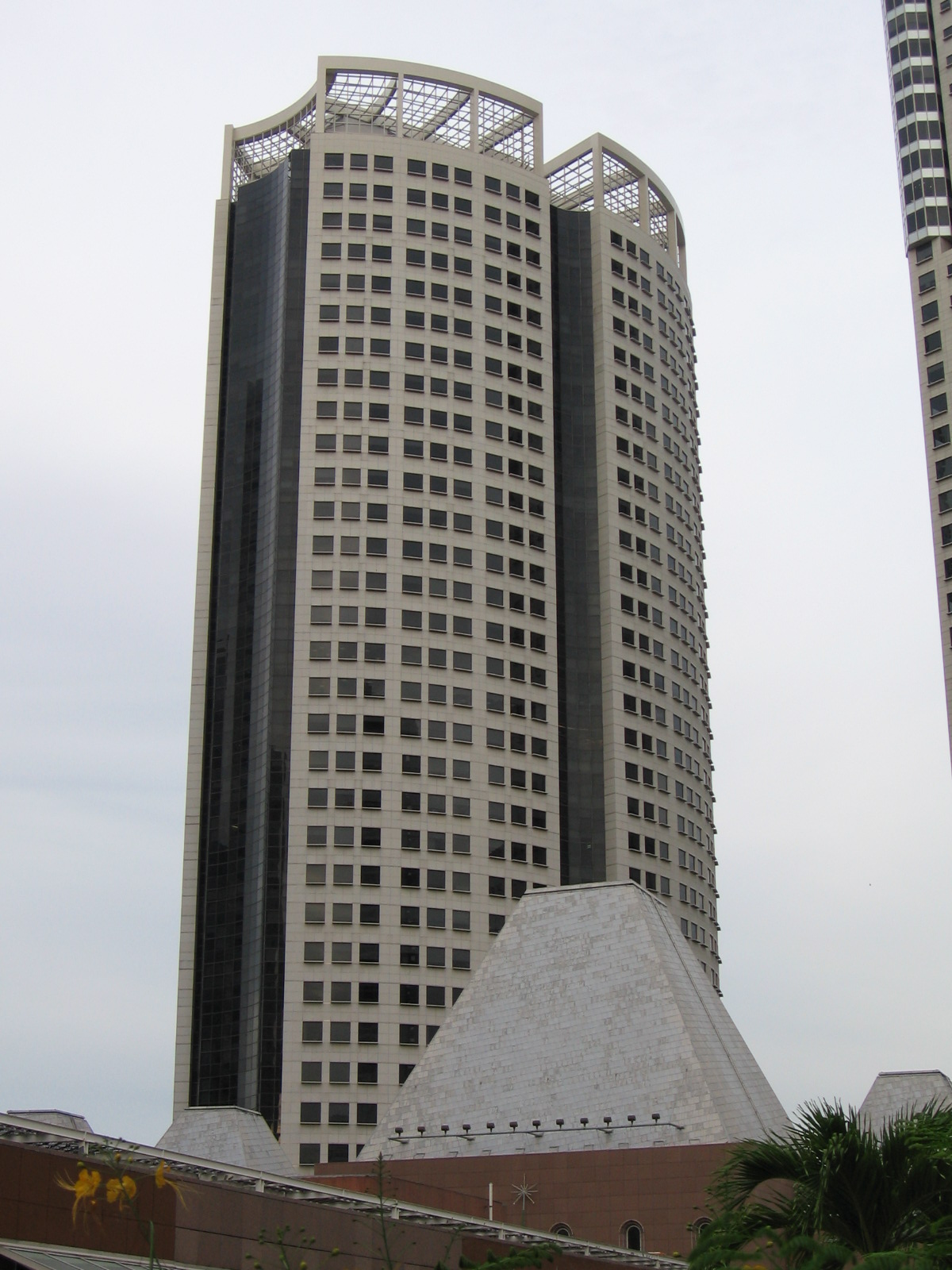
Centennial Tower

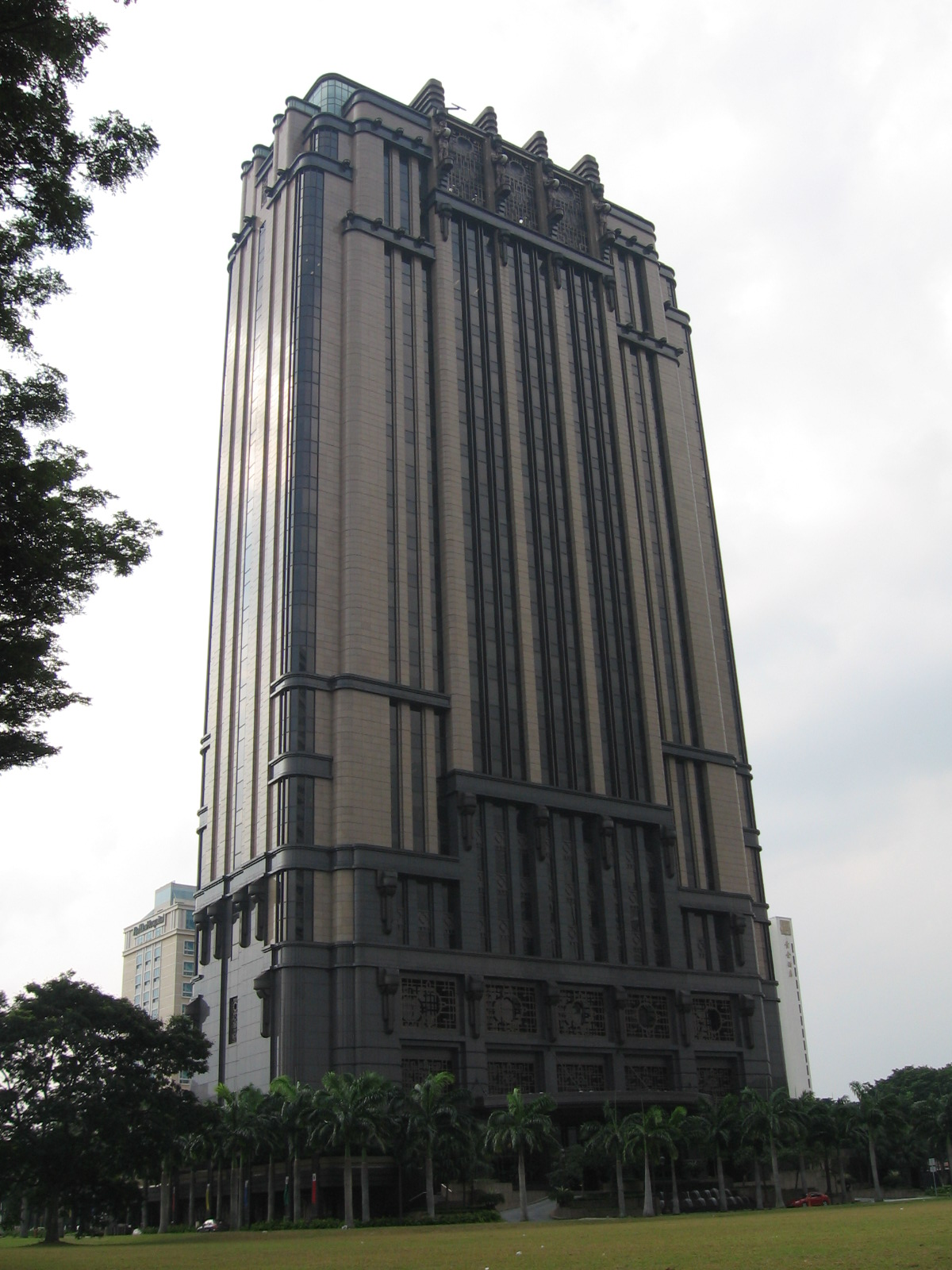
Parkview Square

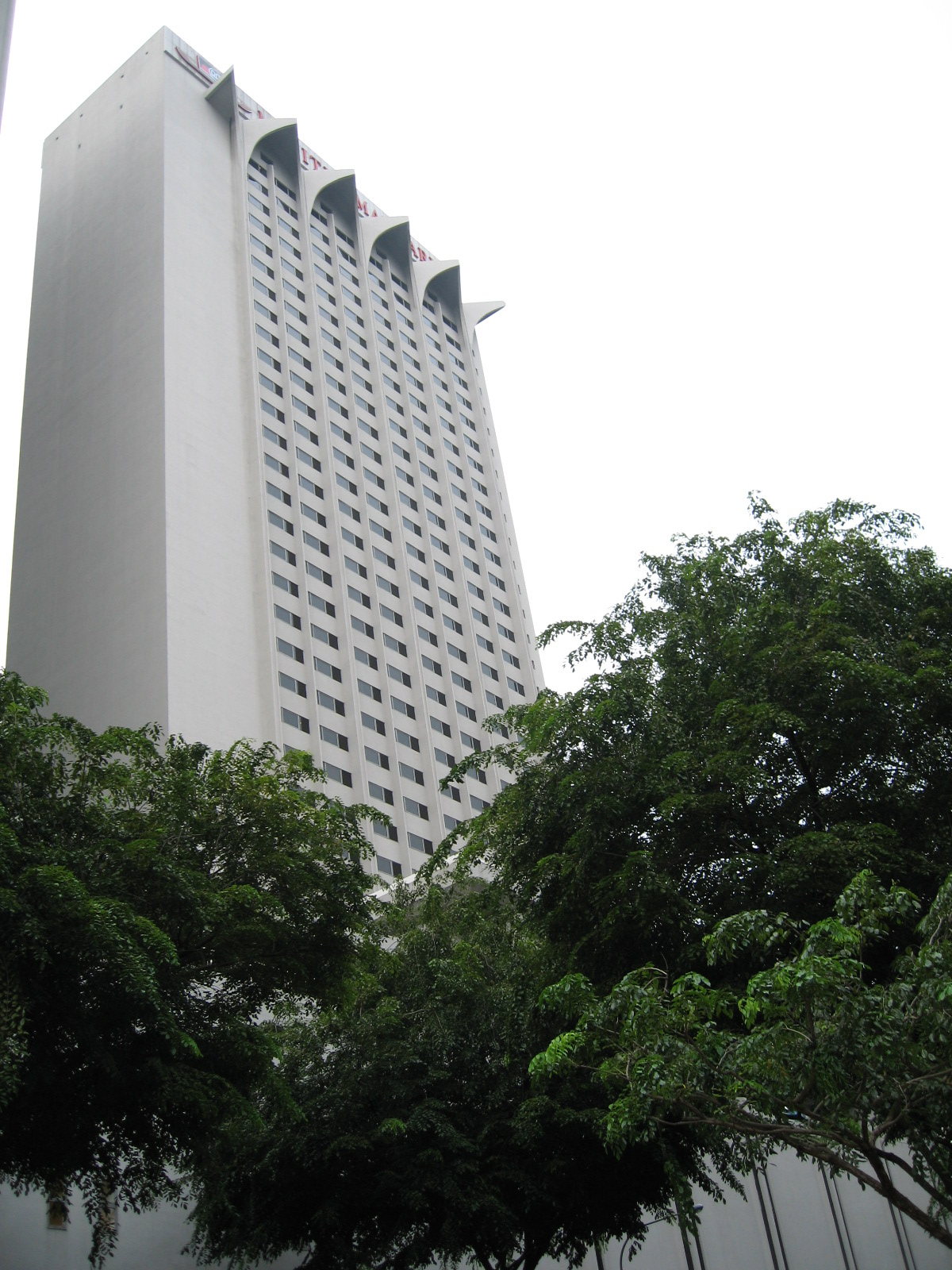
Mandarin Orchard Tower 1

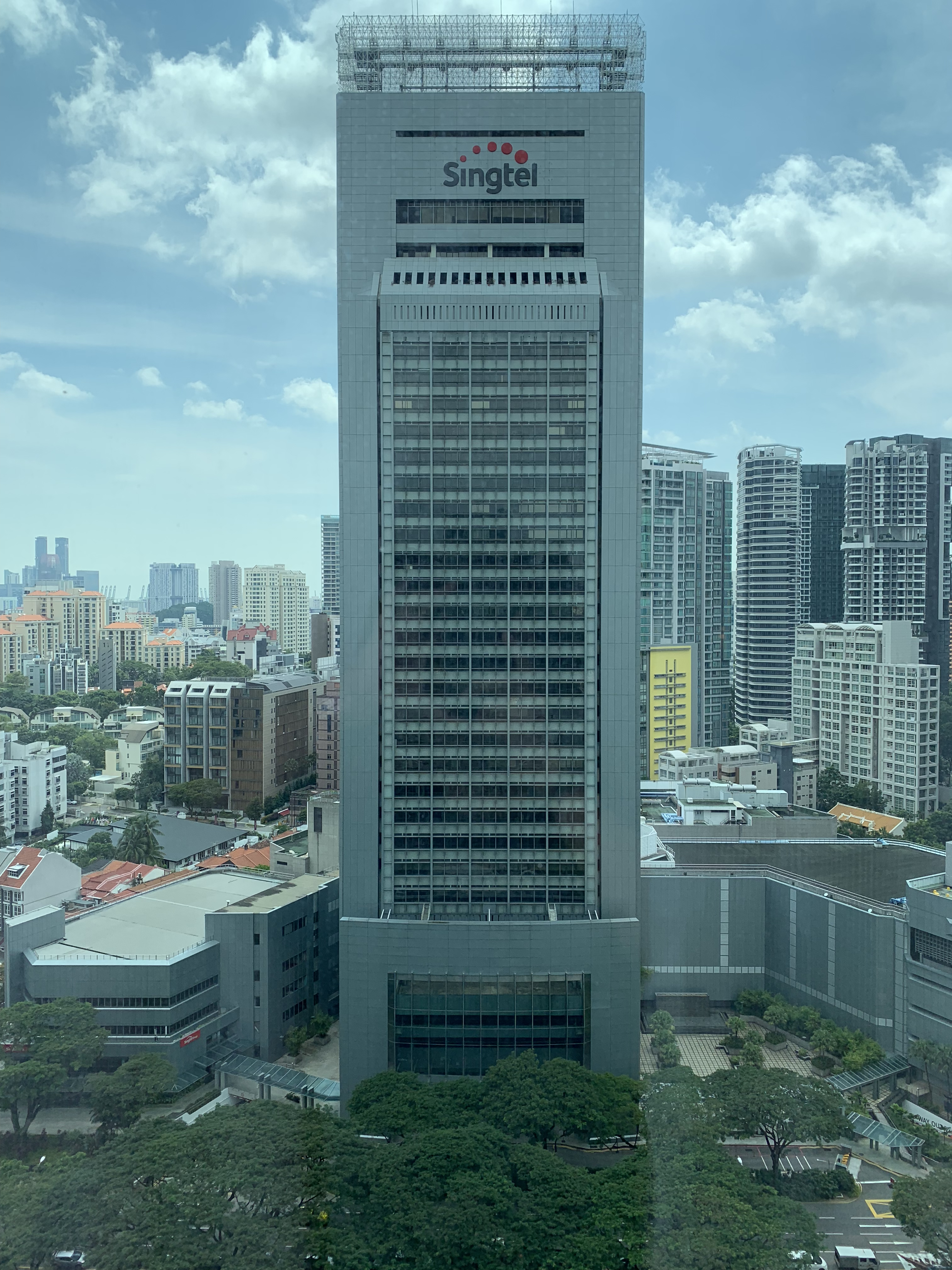
Comcentre

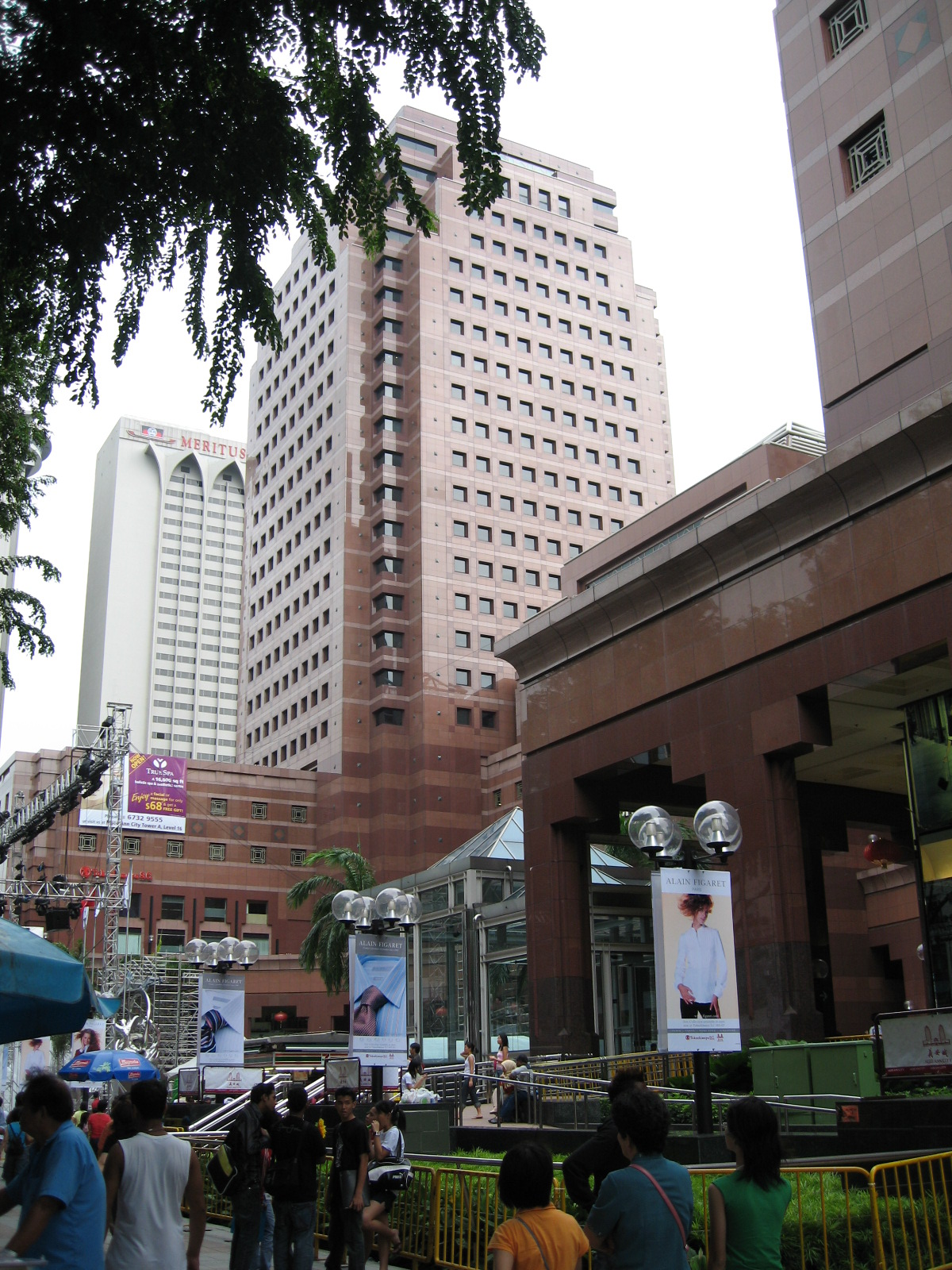
Ngee Ann City Towers

| Rang | Nom                                 | Hauteur | Étages | Année |
| ---- | ----------------------------------- | ------- | ------ | ----- |
| 1    | Guoco Tower                         | 290 m   | 65     | 2016  |
| 2    | Republic Plaza                      | 280 m   | 66     | 1996  |
| 2    | UOB Plaza One                       | 280 m   | 66     | 1992  |
| 2    | One Raffles Place                   | 280 m   | 63     | 1988  |
| 5    | Capital Tower                       | 253 m   | 52     | 2000  |
| 6    | Sky Suites@Anson                    | 250 m   | 71     | 2014  |
| 6    | Altez@Enggor Street                 | 250 m   | 62     | 2014  |
| 8    | One Raffles Quay North Tower        | 245 m   | 50     | 2006  |
| 8    | Marina Bay Tower                    | 245 m   | 70     | 2008  |
| 8    | Marina Bay Financial Centre Tower 2 | 245 m   | 50     | 2011  |
| 8    | Ocean Financial Centre              | 245 m   | 43     | 2011  |
| 12   | CapitaGreen                         | 242 m   | 40     | 2014  |
| 13   | Marina Bay Financial Centre Tower 3 | 239 m   | 47     | 2012  |
| 14   | 8 Shenton Way                       | 235 m   | 52     | 1986  |
| 15   | Asia Square Tower 1                 | 229 m   | 47     | 2011  |
| 16   | Marina Bay Residences               | 227 m   | 55     | 2010  |
| 16   | Marina Bay Suites                   | 227 m   | 66     | 2013  |
| 18   | Swissôtel The Stamford              | 226 m   | 73     | 1986  |
| 19   | Millenia Tower                      | 223 m   | 41     | 1996  |
| 20   | Asia Square Tower 2                 | 221 m   | 46     | 2013  |
| 21   | The Orchard Residences              | 218 m   | 56     | 2010  |
| 22   | Central Park Tower                  | 215 m   | 63     | 2008  |
| 23   | One Shenton Tower 1                 | 214 m   | 50     | 2011  |
| 24   | One Raffles Place Tower 2           | 210 m   | 38     | 2012  |
| 25   | Marina Bay Sands Tower 1            | 207 m   | 57     | 2010  |
| 25   | Marina Bay Sands Tower 2            | 207 m   | 57     | 2010  |
| 25   | Marina Bay Sands Tower 3            | 207 m   | 57     | 2010  |
| 25   | PS 100                              | 207 m   | 50     | 2015  |
| 29   | DBS Tower I                         | 201 m   | 50     | 1975  |
| 30   | OCBC Centre                         | 198 m   | 52     | 1976  |
| 31   | Singapore Land Tower                | 190 m   | 48     | 1980  |
| 32   | International Plaza                 | 189 m   | 50     | 1976  |
| 33   | SGX Centre Two                      | 187 m   | 29     | 2001  |
| 33   | SGX Centre One                      | 187 m   | 29     | 2000  |
| 35   | Marina Bay Financial Centre Tower 1 | 186 m   | 33     | 2010  |
| 36   | PSA Building                        | 183 m   | 42     | 1986  |
| 37   | Suntec City Tower 1                 | 181 m   | 45     | 1997  |
| 37   | Suntec City Tower 2                 | 181 m   | 45     | 1997  |
| 37   | Suntec City Tower 3                 | 181 m   | 45     | 1997  |
| 37   | Suntec City Tower 4                 | 181 m   | 45     | 1997  |
| 41   | The Concourse                       | 180 m   | 42     | 1994  |
| 42   | 16 Collyer Quay                     | 179 m   | 37     | 1992  |
| 43   | Reflections at Keppel Bay Tower 1B  | 178 m   | 41     | 2011  |
| 43   | Reflections at Keppel Bay Tower 2B  | 178 m   | 41     | 2011  |
| 43   | Reflections at Keppel Bay Tower 3B  | 178 m   | 41     | 2011  |
| 43   | One Shenton Tower 2                 | 178 m   | 42     | 2011  |
| 47   | Pickering Operations Complex        | 177 m   | 43     | 1986  |
| 48   | SIA Building                        | 176 m   | 40     | 1998  |
| 49   | Maybank Tower (Singapour)           | 175 m   | 32     | 2002  |
| 50   | 6 Battery Road                      | 174 m   | 44     | 1984  |
| 51   | Samsung Hub                         | 172 m   | 30     | 2005  |
| 52   | CPF Building                        | 171 m   | 46     | 1976  |
| 53   | Bank of China Building              | 168 m   | 36     | 2000  |
| 54   | Fuji Xerox Towers                   | 165 m   | 38     | 1987  |
| 54   | Springleaf Tower                    | 165 m   | 37     | 2002  |
| 56   | The Pinnacle@Duxton Block 1C        | 163 m   | 51     | 2009  |
| 56   | Icon Loft Tower 2                   | 163 m   | 46     | 2007  |
| 58   | UOB Plaza Two                       | 162 m   | 38     | 1974  |
| 59   | The Pinnacle@Duxton Block 1A        | 160 m   | 50     | 2009  |
| 59   | The Pinnacle@Duxton Block 1B        | 160 m   | 50     | 2009  |
| 59   | The Pinnacle@Duxton Block 1D        | 160 m   | 50     | 2009  |
| 59   | The Pinnacle@Duxton Block 1E        | 160 m   | 50     | 2009  |
| 59   | The Pinnacle@Duxton Block 1F        | 160 m   | 50     | 2009  |
| 59   | The Pinnacle@Duxton Block 1G        | 160 m   | 50     | 2009  |
| 65   | Scotts Square Scotts Wing           | 159 m   | 43     | 2011  |
| 66   | Hong Leong Finance Building         | 158 m   | 45     | 1976  |
| 66   | Raffles City Tower                  | 158 m   | 42     | 1984  |
| 66   | Centennial Tower                    | 158 m   | 37     | 1997  |
| 69   | Ascentia Sky                        | 154 m   | 45     | 2014  |
| 70   | One George Street                   | 153 m   | 23     | 2004  |
| 70   | SkyTerrace at Dawson 1              | 153 m   | 45     | 2015  |
| 70   | SkyTerrace at Dawson 2              | 153 m   | 45     | 2015  |
| 70   | SkyTerrace at Dawson 3              | 153 m   | 45     | 2015  |
| 70   | SkyTerrace at Dawson 4              | 153 m   | 45     | 2015  |
| 70   | SkyTerrace at Dawson 5              | 153 m   | 45     | 2015  |
| 70   | South Beach Tower 1                 | 153 m   | 45     | 2015  |
| 70   | The Scotts Tower                    | 153 m   | 31     | 2015  |
| 70   | The Metropolitan Block 221          | 153 m   | 45     | 2009  |
| 70   | The Metropolitan Block 223          | 153 m   | 45     | 2009  |
| 70   | Lumiere                             | 153 m   | 45     | 2010  |
| 81   | Mandarin Orchard Tower 2            | 152 m   | 40     | 1973  |
| 81   | Caltex House - Chevron House        | 152 m   | 33     | 1993  |
| 83   | Lippo Centre (Singapour)            | 150 m   | 34     | 1990  |
| 83   | d'Leedon Block 3                    | 150 m   | 36     | 2015  |
| 83   | d'Leedon Block 5                    | 150 m   | 36     | 2015  |
| 83   | d'Leedon Block 7                    | 150 m   | 36     | 2015  |
| 83   | d'Leedon Block 9                    | 150 m   | 36     | 2015  |
| 83   | d'Leedon Block 11                   | 150 m   | 36     | 2015  |
| 83   | d'Leedon Block 13                   | 150 m   | 36     | 2015  |
| 83   | d'Leedon Block 15                   | 150 m   | 36     | 2015  |
| 91   | Skyville at Dawson 1                | 148 m   | 46     | 2015  |
| 91   | Skyville at Dawson 2                | 148 m   | 46     | 2015  |
| 91   | Skyville at Dawson 3                | 148 m   | 46     | 2015  |
| 94   | Sky@eleven Block 1                  | 146 m   | 43     | 2010  |
| 94   | Sky@eleven Block 2                  | 146 m   | 43     | 2010  |
| 94   | Sky@eleven Block 3                  | 146 m   | 43     | 2010  |
| 94   | Sky@eleven Block 4                  | 146 m   | 43     | 2010  |
| 94   | The Clift                           | 146 m   | 43     | 2010  |
| 94   | RiverGate Block 93                  | 146 m   | 43     | 2009  |
| 94   | RiverGate Block 97                  | 146 m   | 43     | 2009  |
| 94   | RiverGate Block 99                  | 146 m   | 43     | 2009  |
| 102  | Parkview Square                     | 144 m   | 24     | 2002  |
| 102  | Mandarin Orchard Tower 1            | 144 m   | 36     | 1971  |
| 104  | Tao Payoh Block 138A                | 143     | 42     | 2012  |
| 104  | Tao Payoh Block 139B                | 143     | 42     | 2012  |
| 104  | South Beach Tower 2                 | 143     | 42     | 2015  |
| 104  | Robinson Suites                     | 143 m   | 42     | 2015  |
| 104  | Citylights Block 86                 | 143 m   | 42     | 2008  |
| 104  | Citylights Block 88                 | 143 m   | 42     | 2008  |
| 104  | Citylights Block 90                 | 143 m   | 42     | 2008  |
| 111  | Comcentre                           | 140 m   | 32     | 1980  |
| 111  | One Raffles Quay South Tower        | 140 m   | 29     | 2006  |
| 113  | Citylights Block 80                 | 139 m   | 41     | 2008  |
| 113  | Icon Loft Tower 1                   | 139 m   | 41     | 2007  |
| 115  | The Rochester Condominium           | 138 m   | 38     | 2011  |
| 116  | Ardmore Residence                   | 136 m   | 36     | 2013  |
| 116  | Ghim Moh Valley 2                   | 136 m   | 40     | 2012  |
| 116  | Ghim Moh Valley 3                   | 136 m   | 40     | 2012  |
| 116  | Ghim Moh Valley 4                   | 136 m   | 40     | 2012  |
| 116  | Ghim Moh Valley 5                   | 136 m   | 40     | 2012  |
| 116  | Trivelis 1                          | 136 m   | 40     | 2014  |
| 116  | Trivelis 2                          | 136 m   | 40     | 2014  |
| 116  | Trivelis 3                          | 136 m   | 40     | 2014  |
| 116  | Casa Clementi 1                     | 136 m   | 40     | 2012  |
| 116  | Casa Clementi 2                     | 136 m   | 40     | 2012  |
| 116  | Trevista 1                          | 136 m   | 40     | 2012  |
| 116  | Trevista 2                          | 136 m   | 40     | 2012  |
| 116  | Vista Residences 1                  | 136 m   | 40     | 2013  |
| 116  | Vista Residences 2                  | 136 m   | 40     | 2013  |
| 116  | Tiong Bahru View 1                  | 136 m   | 40     | 2015  |
| 116  | Tiong Bahru View 2                  | 136 m   | 40     | 2015  |
| 116  | Residential at Tiong Bahru Rd 1     | 136 m   | 40     | 2015  |
| 116  | Teban Vista 1                       | 136 m   | 40     | 2012  |
| 116  | Teban Vista 2                       | 136 m   | 40     | 2012  |
| 116  | Teban Vista 3                       | 136 m   | 40     | 2012  |
| 116  | Teban Vista 4                       | 136 m   | 40     | 2012  |
| 116  | Toa Payoh Block 138B                | 136 m   | 40     | 2012  |
| 116  | Toa Payoh Block 138C                | 136 m   | 40     | 2012  |
| 116  | Toa Payoh Block 139A                | 136 m   | 40     | 2012  |
| 116  | Queenstown Block 18A                | 136 m   | 40     | 2010  |
| 116  | Queenstown Block 18C                | 136 m   | 40     | 2010  |
| 116  | Queenstown Block 18D                | 136 m   | 40     | 2010  |
| 116  | Kallang Block 7                     | 136 m   | 40     | 2011  |
| 116  | Kallang Block 8                     | 136 m   | 40     | 2011  |
| 116  | Kallang Block 9                     | 136 m   | 40     | 2011  |
| 116  | Natura Loft Block 273A              | 136 m   | 40     | 2011  |
| 116  | Natura Loft Block 273B              | 136 m   | 40     | 2011  |
| 116  | Natura Loft Block 275A              | 136 m   | 40     | 2011  |
| 116  | Clover By The Park Tower 1          | 136 m   | 40     | 2012  |
| 116  | Clover By The Park Tower 2          | 136 m   | 40     | 2012  |
| 116  | Concourse Skyline Block 296         | 136 m   | 40     | 2010  |
| 116  | Southbank Residential               | 136 m   | 40     | 2010  |
| 116  | Clementi Block 441A                 | 136 m   | 40     | 2011  |
| 116  | Clementi Block 441B                 | 136 m   | 40     | 2011  |
| 116  | Bukit Ho Swee Block 54              | 136 m   | 40     | 2011  |
| 116  | Bukit Ho Swee Block 55              | 136 m   | 40     | 2011  |
| 116  | Dover Block 28A                     | 136 m   | 40     | 2010  |
| 116  | Dover Block 28B                     | 136 m   | 40     | 2010  |
| 116  | Dover Block 28C                     | 136 m   | 40     | 2010  |
| 116  | Toa Payoh Block 79A                 | 136 m   | 40     | 2008  |
| 116  | Toa Payoh Block 79B                 | 136 m   | 40     | 2008  |
| 116  | Toa Payoh Block 79C                 | 136 m   | 40     | 2008  |
| 116  | Toa Payoh Block 79D                 | 136 m   | 40     | 2008  |
| 116  | Toa Payoh Block 79E                 | 136 m   | 40     | 2008  |
| 116  | Tanglin Halt Block 89               | 136 m   | 40     | 2006  |
| 116  | Tanglin Halt Block 90               | 136 m   | 40     | 2006  |
| 116  | Tanglin Halt Block 91               | 136 m   | 40     | 2006  |
| 116  | Queenstown Block 52                 | 136 m   | 40     | 2005  |
| 116  | Queenstown Block 48 (New)           | 136 m   | 40     | 2005  |
| 170  | Shaw Tower (Singapour)              | 134 m   | 34     | 1974  |
| 170  | Ngee Ann City Tower A               | 134 m   | 27     | 1993  |
| 170  | Ngee Ann City Tower B               | 134 m   | 27     | 1993  |
| 171  | Casa Clementi 3                     | 133 m   | 39     | 2012  |